# Team Novo Nordisk/Saison 2023
Diese Liste beschreibt die Mannschaft und die Siege des Radsportteams Team Novo Nordisk in der Saison 2023.

## Mannschaft
| Teamkader 2023                       | Teamkader 2023     | Teamkader 2023         | Teamkader 2023                                 |
| Name                                 | Geburtsdatum       | Land                   | Vorheriges Team                                |
| ------------------------------------ | ------------------ | ---------------------- | ---------------------------------------------- |
| Hamish Beadle                        | 2. April 1998      | Neuseeland             | Team Novo Nordisk Development (2019)           |
| Sam Brand                            | 27. Februar 1991   | Vereinigtes Königreich | Team Novo Nordisk (2017)                       |
| Robbe Ceurens (1. Jan.–24. Mai)      | 29. Juni 2001      | Belgien                | Team Novo Nordisk Development (2021)           |
| Stephen Clancy                       | 19. Juli 1992      | Irland                 |                                                |
| Lucas Dauge                          | 28. Dezember 1996  | Frankreich             |                                                |
| Gerd de Keijzer                      | 18. Januar 1994    | Niederlande            |                                                |
| Jan Dunnewind                        | 8. Juli 1998       | Niederlande            | Team Novo Nordisk Development (2021)           |
| Joonas Henttala                      | 17. September 1991 | Finnland               |                                                |
| Declan Irvine                        | 11. März 1999      | Australien             |                                                |
| Matyáš Kopecký                       | 19. Januar 2003    | Tschechien             | Acrog-Tormans/Balen BC (2021)                  |
| Péter Kusztor                        | 27. Dezember 1984  | Ungarn                 | My Bike-Stevens (2018)                         |
| David Lozano                         | 21. Dezember 1988  | Spanien                |                                                |
| Andrea Peron                         | 28. Oktober 1988   | Italien                |                                                |
| Logan Phippen                        | 10. Mai 1992       | Vereinigte Staaten     |                                                |
| Charles Planet                       | 30. Oktober 1993   | Frankreich             |                                                |
| Umberto Poli                         | 27. August 1996    | Italien                | Team Novo Nordisk Development (2016)           |
| Filippo Ridolfo                      | 8. Oktober 2001    | Italien                | Team Novo Nordisk Development (2021)           |
| Ulugbek Saidov                       | 6. Oktober 1996    | Usbekistan             | Tashkent City Professional Cycling Team (2022) |
| Quinten De Graeve (7. Jun.–31. Dez.) | 24. Januar 2000    | Belgien                | Team Novo Nordisk Development (2023)           |
|                                      |                    |                        |                                                |
| Quelle: ProCyclingStats              |                    |                        |                                                |

## Siege
| Siege | Siege  | Siege | Siege  | Siege  | Siege |
| Datum | Rennen | Staat | Klasse | Sieger |       |
| ----- | ------ | ----- | ------ | ------ | ----- |

## UCI-Weltranglisten-Platzierungen
| UCI-Ranking | UCI-Ranking     | UCI-Ranking | UCI-Ranking |
| Fahrer      | Fahrer          | Land        | Punkte      |
| ----------- | --------------- | ----------- | ----------- |
| 572.        | Matyáš Kopecký  | Tschechien  | 140 P.      |
| 764.        | Péter Kusztor   | Ungarn      | 94 P.       |
| 1320.       | Filippo Ridolfo | Italien     | 39 P.       |
| 1554.       | David Lozano    | Spanien     | 28 P.       |
| 1703.       | Andrea Peron    | Italien     | 23 P.       |
| 2342.       | Hamish Beadle   | Neuseeland  | 8 P.        |
| 2342.       | Declan Irvine   | Australien  | 8 P.        |